# Гукович Олександр Володимирович
Гуко́вич Олекса́ндр Володи́мирович (нар. 13 березня 1928, Звенигородка) — український архітектор.
1954 закінчив Київський інженерно-будівельний інститут. 1983 року удостоєний премії Ради Міністрів СРСР (спільно з Володимиром Крюковим) 1985 року отримав звання Заслуженого архітектора УРСР.
Роботи
- Санаторій Міністерства оборони в Трускавці (1963, 1989).
- Хірургічний корпус госпіталю у Львові (1972).
- Музей історії військ Прикарпатського військового округу (1973, співавтор Алла Симбірцева)[2].
- Пам'ятник П. Нестерову біля села Воля-Висоцька (1979, ск. Лука Біганич, інж. Володимир Крюков, В. Волконський).[3]
- Готель «Власта» (початково «Росія») на нинішній вулиці Клепарівській у Львові (співавтор Алла Симбірцева)[4].
- Навчальний корпус Академії ветеринарної медицини на вулиці Пекарській, 50 (близько 1980)[5].
- Спортивний комплекс Прикарпатського військового округу на нинішній вулиці Клепарівській. Складався із критого басейну, зали для спортивної стрільби, багатоборства і кінного спорту, критого велотрека. Збудований наприкінці 1970 — початку 1980-х років поруч з уже існуючими з дорадянського часу 25-метровим відкритим басейном та стадіоном. Співавтор — інженер Володимир Крюков. 1983 року за цей проект авторів удостоєно Державної премії Ради міністрів СРСР.[1]
- Шестиповерхова будівля інституту «Військппроект» на вулиці Франка у Львові. Співавтори: головні інженери проекту Володимир Крюков, В. Пешков, архітектори В. Суц, Алла Симбірцева, головний конструктор І. Богачик[6]

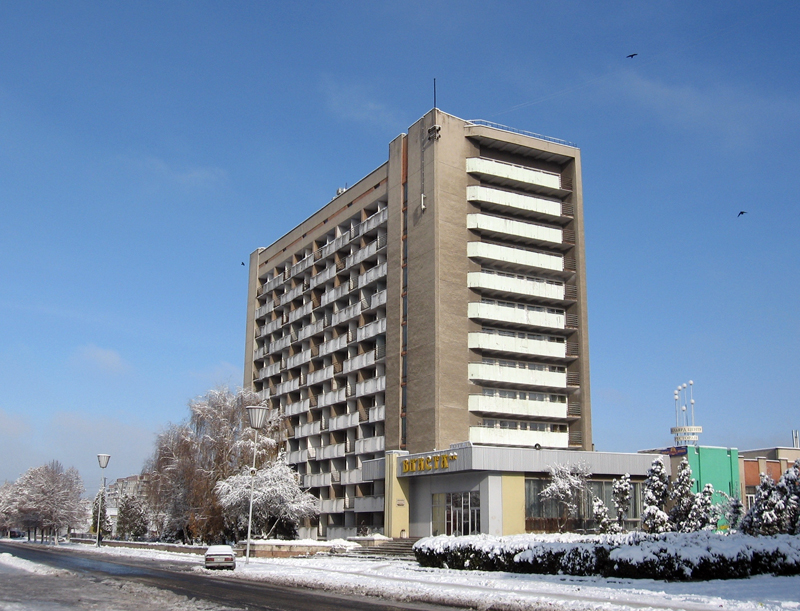
Готель «Власта» (колишній «Росія»).
Музей історії військ Прикарпатського військового округу.
Навчальний корпус Академії ветеринарної медицини.